# Simplicissimus
Simplicissimus és també el nom d'una novel·la de l'any 1668, Simplicius Simplicissimus i del seu protagonista.

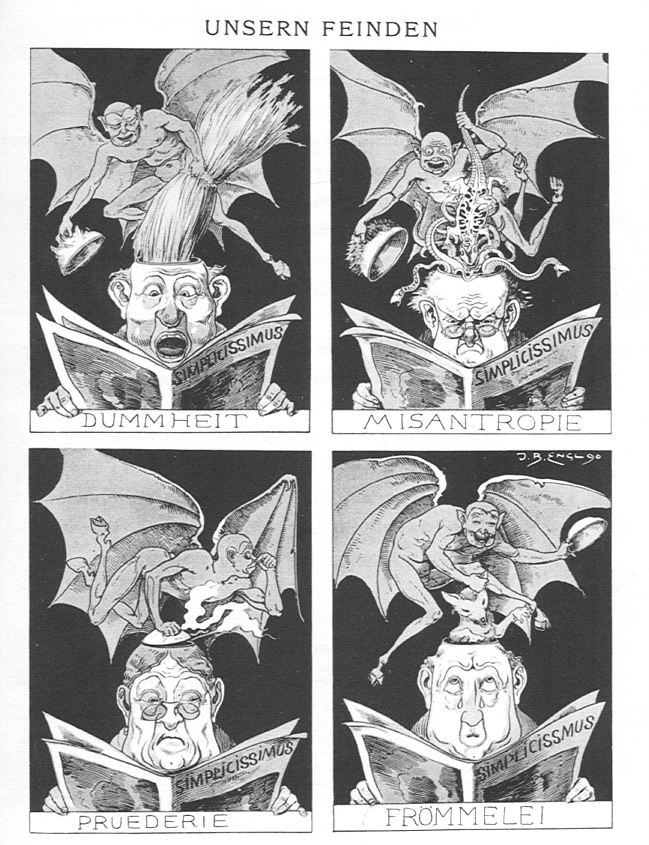
Unseren Feinden caricatura per Josef Benedikt Engl, a Simplicissimus, (9 de maig de 1896)

Simplicissimus era una revista satírica setmanal en alemany. La va iniciar Albert Langen l'abril de 1896 i es va publicar fins a l'any 1967, amb una interrupció entre 1944-1954. Va prendre el seu nom del protagonista de la novel·la que va escriure l'any 1668 Grimmelshausen anomenadaDer Abenteuerliche Simplicissimus Teutsch.
Simplicissimus publicà, per exemple, obres de Thomas Mann i Rainer Maria Rilke. va caricaturitzar els militars de Prússia i les classes altes. Hi van contribuir, entre d'altres, Hermann Hesse, Gustav Meyrink, Fanny zu Reventlow, Jakob Wassermann, Frank Wedekind, Heinrich Kley, Alfred Kubin, Otto Nückel, Robert Walser, Heinrich Zille, Hugo von Hofmannsthal, Heinrich Mann i Erich Kästner.
L'any 1898 l'emperador Wilhelm II, va protestar per com havia estat ridiculitzat a la portada i la revista va ser suprimida. Langen, l'editor,va passar cinc anys a l'exili a Suïssa i a més va ser multat amb 30.000 marcs d'or alemanys. El dibuixant, Heine, va ser sentenciat a sis mesos de presó i a set mesos l'escriptor Frank Wedekind. També l'any 1906 l'editor Ludwig Thoma va ser empresonat durant sis mesos per atacar el clergat. Aquestes controvèrsies només van servir per incremtar la circulació de la revista que van arribar a ser de 85.000 exemplars.
Durant la Primera Guerra Mundial, l'editor, Ludwig Thoma, s'allistà a l'exèrcit el 1917 i va perdre el gust per la sàtira, denunciant el seu treball previ a la revista, dient que era immadura i deplorable. Deixà la revista el 1920s.
Durant la República de Weimar va mantenir un to dur contra els extremistes tant d'esquerres com de dretes. A mesura que el partit nazi es va fer més fort, hi va haver intimidacions i atacs contra els que escrivien o dibuixaven a Simplicissimus, però la revista no va ser prohibida. L'editor Thomas Theodor Heine, que era jueu, va ser obligat a dimitir i exilar-se. Altres membres de la revista com Karl Arnold, Olaf Gulbransson, Edward Thöny, Erich Schilling i Wilhelm Schulz van prendre la línia nazi i van ser recompensats pels nazis. Es va continuar publicant però entrà en declivi i va desaparèixer l'any 1944. Es tornà a editar entre 1954-1967.
Altres artistes gràfica associats amb la revista inclouen Bruno Paul, Josef Benedikt Engl, Rudolf Wilke, Ferdinand von Reznicek i Joseph Sattler.